# Glen Allen (Alabama)
Glen Allen è un comune degli Stati Uniti d'America situato nelle contee di Fayette, Marion dello Stato dell'Alabama.